# Kornel Osyra
Kornel Osyra (Brzeg Dolny, 7 febbraio 1993) è un calciatore polacco, difensore del Podbeskidzie.

## Palmarès

### Club

#### Competizioni nazionali
- Campionato polacco di seconda divisione: 1

Miedź Legnica: 2017-2018